# Boissy-Maugis
Boissy-Maugis è un comune francese di 381 abitanti situato nel dipartimento dell'Orne nella regione della Normandia.

## Società

### Evoluzione demografica
Abitanti censiti